# جيريمي بايفن
جيريمي بايفن (بالإنجليزية: Jeremy Piven)‏ (و. 1965  م) هو ممثل، وممثل تلفزي، وممثل أفلام، ومؤدي أصوات، من الولايات المتحدة، ولد في مانهاتن.

## التعليم
تعلم في جامعة دريك، ومدرسة تيش العليا للفنون.

## وصلات خارجية
- جيريمي بايفن على موقع IMDb (الإنجليزية)
- جيريمي بايفن على موقع روتن توميتوز (الإنجليزية)
- جيريمي بايفن على موقع ألو سيني (الفرنسية)
- جيريمي بايفن على موقع ميوزك برينز (الإنجليزية)
- جيريمي بايفن على موقع تيرنر كلاسيك موفيز (الإنجليزية)
- جيريمي بايفن على موقع أول موفي (الإنجليزية)
- جيريمي بايفن على موقع قاعدة بيانات برودواي على الإنترنت (الإنجليزية)
- جيريمي بايفن على موقع قاعدة بيانات الأفلام السويدية (السويدية)
- جيريمي بايفن على موقع إن إن دي بي (الإنجليزية)
- جيريمي بايفن على موقع ديسكوغز (الإنجليزية)